# Scania Omni-serien
Scania Omni-serien är en serie bussar från Scania.
Denna serie består av stadsbussarna Scania OmniCity och Scania OmniLink samt landsvägsbussen Scania OmniLine som senare blev helt ersatt av landsvägs-/expressbussen Scania OmniExpress. I Storbritannien, fanns även en kort högerstyrd version kallad Scanias OmniTown samt en högerstyrd dubbeldäckare kallad Scania OmniDekka.

## Historik
Samtliga utom OmniExpress byggdes i början på L94- och N94-chassin från Scania i Sverige och förutom OmniTown och OmniDekka byggdes de med karosser från Scanias helägda dotterbolag OMNI i Katrineholm i Sverige, Silkeborg i Danmark, Słupsk i Polen samt ibland även i Sankt Petersburg i Ryssland. De svensktillverkade och dansktillverkade karosserna tillverkades hos f.d. SKV och DAB. Efter 2002 byggdes OmniCity, OmniLink samt den efterträdande Citywide-serien endast i Polen, och efter 2007 och införandet av miljöklass Euro 4, på nyare N- och K-serie-chassin.
OmniCity och OmniLink var helt nyutvecklade till skillnad från föregångarna i CN113-serien som byggde på CR/CN112 som tillverkats sedan slutet på 1970-talet. Dessa nya modeller var en total omvändning jämfört med tidigare modeller, med aluminiumkarosser istället för karosser av rostfritt stål och ZF-automatlådor som standard istället för de tidigare GAV och Voith, även vindrutan blev nu hel som enda alternativ istället för som innan delad. Designen var även helt ny med mer rundad kaross.
Karossen är till stommen uppbyggd av aluminium men har annars väldigt mycket plast i sig. Stötfångare, paneler, samt en stor del av innertaket och några andra karossdetaljer är helt i plast.
Omni-serien ersatte Scania 113-bussarna, först ut var OmniCity år 1997 som ersatte Scania MaxCi och Scania CN113ALB. OmniLink kom år 1998 och ersatte/kompletterade Scania L113CLL och ersatte även vanliga CN113 under 1999. OmniLine kom år 2000 och ersatte Scania L94 DAB Comfort-modellen. OmniLine ersattes i sin tur av OmniExpress som kom år 2007.
Omni-serien i diesel- och etanolutförande fick en ansiktslyftning inför årsmodell 2007 vid lanseringen av Euro 4-motorerna, med en mer slimmad front med mindre, energisnålare men lika kraftiga strålkastare, ett något omgjort bakparti som senare gick att få med diod-lyktor och dörrar heltäckta av glas. Under 2008 fick även gasversionerna detta utseende.
Ersättaren till låggolvs- och lågentrévarianterna OmniCity och OmniLink i de länder på den europeiska marknaden som har högertrafik, Scania Citywide, presenterades den 20 oktober 2011. Den ersatte dessa modeller helt på ovan nämnda marknad under 2012. 2013 ersattes slutligen de högerstyrda OmniCity och OmniLink av lokalt producerade bussar byggda på Scaniachassin bland annat i Storbritannien.
Hösten 2015 presenterades även ersättaren till Scania OmniExpress, Scania Interlink.  Ersättaren till OmniExpress 320LE presenterades 2017 och heter Citywide Suburban.[källa behövs] Därmed avslutades produktionen av Omni-serien helt.

## Varianter (Sverige)
OmniCity har lågt golv genom hela bussen och endast podestrar (upphöjningar vid sidan om mittgången) strax framför de bakre hjulhusen och en på vänster sida bakom vänster hjulhus där kardanaxeln är placerad. Ifall dörrar bakom bakaxeln saknas är det en podester även bakom högra hjulhuset. Scania OmniCity såldes i Sverige som normallång buss (CN94UB/CN###UB) i längden 11,5–12 meter med endast två axlar och som 18 meters ledbuss (CN94UA/CN###UA). OmniCity kunde beställas med olika karossöverhäng bak vilket möjliggjorde antingen en eller två dörrar längst bak, på de normallånga bussarna innebar detta även olika totallängd medan det på ledbussarna istället innebar olika axelavstånd mellan andra och tredje axeln.
OmniLink har i alla utföranden lågt golv vid de två främre dörrarna. Sen är det två trappsteg i mittgången upp till den bakre delen. Sen, beroende på om det är det äldre L94-chassit med lutande motor, eller de nyare K-seriechassina med stående motor, är det antingen 2 eller 3 trappsteg vid den/de bakersta dörren/dörrarna. Den såldes som normallång buss, som boggibuss (CL94UB/CK###UB) och som ledbuss (CL94UA/CK###UA). OmniLink sålde bättre i Sverige än OmniCity, framförallt på grund av åkkomfort och inköpspris, men även då tillgängligheten egentligen var fullt tillräcklig och även att den fanns i fler utföranden. Finns med eller utan podestrar fram.
OmniLine är en tvåaxlig landsvägsbuss med normalgolv, vidareutvecklad av den DAB Silkeborg-karosserade Scania L113/L94, den blev aldrig någon större framgång, i alla fall inte i Sverige, den hann dock genomgå samma ansiktslyftning som övriga Omni-serien innan den till slut togs ur produktion helt kring 2008. Den har, trots namnet, inget gemensamt med övriga modellerna förutom vissa detaljer inuti och på de tidiga modellerna så delades även design och delar av front och bakparti med övriga serien, de var dock något högre.
OmniExpress är en två- eller treaxlig landsvägs-/turist-/intercitybuss lanserad runt 2007, den finns såväl med lågentré (OmniExpress 320 LE) (vilken lanserades på den svenska marknaden 2014), normalgolv (OmniExpress 320), och med ett extra högt golv (OmniExpress 340 och 360), där de två sistnämnda då bland annat har bättre åkkomfort och lastutrymmen, dessa modeller har blivit stora framgångar och finns hos många bussbolag i både Sverige och utomlands. Den har, trots namnet, inget gemensamt med de övriga modellerna.

## Övriga varianter
I länder med vänstertrafik fanns en dubbeldäckare, kallad OmniDekka som byggdes på N94UD-chassi samt en kort, enplans och gammaldags designad buss vid namn OmniTown som byggdes på ett förkortat N94UB-chassi i längderna 9,1–10,8 meter. Dessa såldes främst i Storbritannien och endast som högerstyrda. De byggdes av East Lancashire Coachbuilders och hade bara motorer, front och till viss del chassit gemensamt med den vanliga OmniCity-modellen. OmniDekka ersattes 2007 av OmniCitys dubbeldäckare och OmniTown ersattes samma år av en 10,8-metersversion av OmniCity. Detta skedde samtidigt som övriga Omni-serien förnyades. De fick därefter de interna beteckningarna CN###UD respektive CN###UB, där 'C' i beteckningarna markerar att de var helbyggen av Scania.

## Motorer (Sverige)
I motorutbudet fanns diesel-, biodiesel- etanol- och bio/naturgas-drivna radmotorer på 9 liter och 230–320 hk till OmniCity och OmniLink, samt dieseldrivna diton till OmniLine. Dessa monterades stående på tvären bak på OmniCity och på längden bak hos övriga varianter. De första årgångarna av OmniLink (1998–2007) samt på OmniLine-modellen var motorerna lutande monterade och från 2007, till OmniLink lades ner 2013, helt stående. Även hybridmotorer förekommer hos vissa testversioner av OmniLink. Till en början fanns endast bio-/naturgasmotorerna till den tvåaxlade varianten av OmniLink och i slutet även till de treaxlade OmniLink och tvåaxlade OmniCity. I efterträdaren Citywide kan man även få gasmotor till ledbussvarianten med helt lågt golv (LFA). Etanol- och dieselmotorerna har funnits tillgängliga hos alla varianter av OmniCity och OmniLink under hela tillverkningstiden.
Till OmniExpress finns dieseldrivna, längsmonterade och stående motorer på 9 och 12 liter med styrkorna 320–470 hk och i vissa fall gasdrivna diton på 9 liter, främst till lågentréversionen.
Motorerna hade i början miljöklass 2 (Euro 2) till samtliga modeller utom OmniExpress och OmniLine och senare Euro 3 och Euro 4 till samtliga modeller utom OmniExpress och senare fanns Euro 5 till samtliga modeller utom OmniLine och även Euro 6 till OmniExpress.

## I trafik
OmniCity var tänkt att användas mest i innerstäder med många stopp och på- och avstigningar och OmniLink mera i förorter eller i utkanten av städer där det blir billigare och bekvämare att inte ha helt lågt golv. I Stockholm fanns den största serien OmniCity-bussar i Sverige (bland annat i Busslink/Keolis-serierna 5301–5377, 7300–7304 samt 5168–5184), i form av etanol- och dieseldrivna röda normalbussar samt röda och blåa ledbussar av årsmodeller 1998–2002, senhösten 2010 tillkom även några röda gasbussar, dessa fick inventarienummer 7474–7478. De etanoldrivna bussarna var i början stationerade både på Söderdepån och Hornsbergsdepån; i slutet endast på Hornsbergspån då Söderdepån i huvudsak innehade biogasbussar, och Hornsberg endast etanolbussar och diesel-/biodieselbussar. De blåa bussarna var så kallade blåbussar som gick på olika stomlinjer i innerstaden; på slutet främst på linjerna 1 och 4 som Hornsbergsdepån ansvarade för. OmniCity hade på SL Buss-tiden littera H19, H34 och H34E, där H19 var normallånga bussar och H34 var ledvagnar, 'E' står för etanoldrift. Det fanns även normallånga etanolbussar som skulle ha fått littera H19E och även kallades så i folkmun, men dessa tillkom efter att SL Buss hade blivit Busslink och fick då officiellt aldrig något littera. Nästan alla OmniCity i innerstan fasades ut inför hösttidtabellens införande 2014 och ersattes av biodieseldrivna ledbussar och 12-meters hybridbussar av typen MAN Lion's City i och med att Keolis förnyade sitt kontrakt för innerstadstrafiken. Samtliga OmniCity som fasades ut 2014 skrotades. 7300–7304 blev kvar i innerstan till 2015 och 7474–7478 förflyttades i samband med detta till Lidingö och exporterades 2019 till Polen. Ett exemplar, närmare bestämt 7300, finns bevarat på Stockholms Spårvägsmuseum, medan de övriga 7301–7304 skrotades. Andra stora kunder var Umeå Lokaltrafik, Swebus/Nobina i Falun, Busslink i Örebro m.fl,[källa behövs] Sundsvalls Trafik AB (senare även Connex/Veolia Transport) samt Arriva i Jönköping. En annan stor kund av Scania OmniCity i Sverige var Gamla Uppsala Buss, där man sammanlagt hade 17 stycken dieseldrivna bussar i serierna 501–502 (CN94UB, årsmodell 1998, utfasade 2011), 505–514 (CN94UB, årsmodell 2002, utfasade 2015) och 601–605 (CN94UA, årsmodell 2002, utfasade 2015). Luleå lokaltrafik har även haft ett fåtal OmniCity. Likaså Halmstad och Karlstad. Vidare har det förekommit ett antal vikariebussar som flyttats runt och tillfälligt gått i trafik i olika städer. Sedan slutet av 2010-talet är samtliga OmniCity utfasade ur svensk linjetrafik.
I övrigt, både i många av ovan nämnda städer men även i Sverige i stort var OmniLink den vanligaste varianten under Omni-seriens storhetstid där. OmniLine fanns men var mycket ovanlig i Sverige men var desto vanligare i Danmark, den nyare OmniExpress blev en bättre framgång och var ganska vanlig hos många bussbolag, både i Sverige och i andra länder.
Scania OmniCity hade sin storhetstid i Sverige då busstypen var nyintroducerad och några år därefter. Efter runt 2002 blev OmniLink mer vanlig även som stadsbuss och blev då med råge den mest sålda busstypen i Omni-serien i Sverige. Internationellt såldes OmniCity med större framgång.

## Galleri

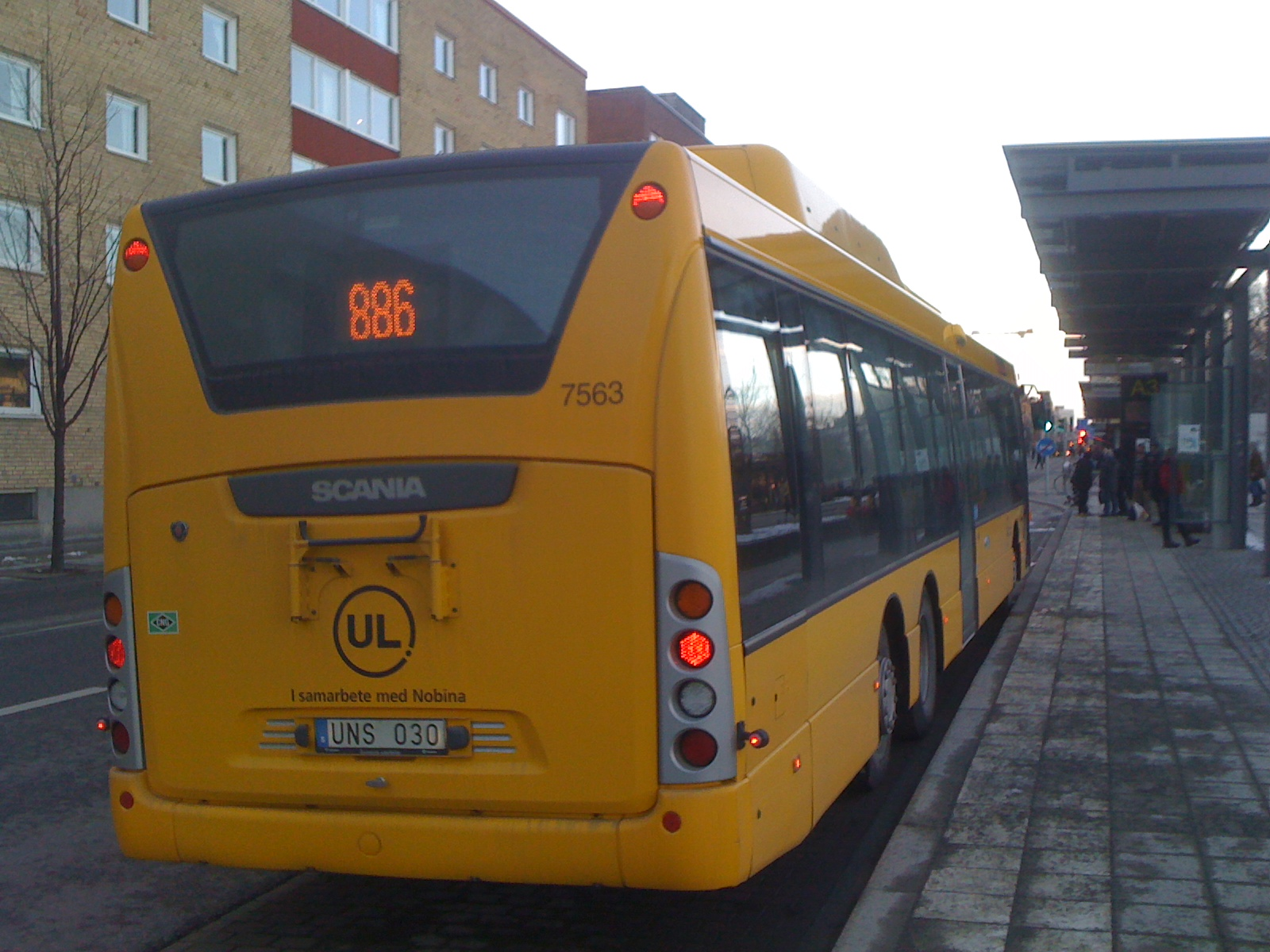
Baksida av en ansiktslyft Scania OmniLink-biogasbuss.
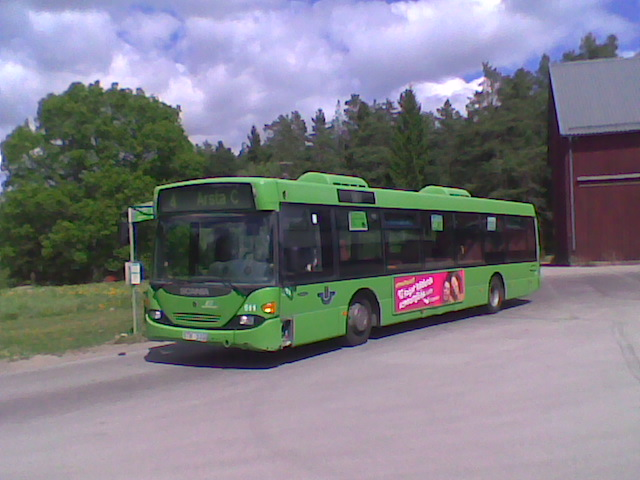
Scania OmniCity av äldre modell som dieselbuss vid ändhållplatsen för linje 4 i Hågaby, Uppsala.
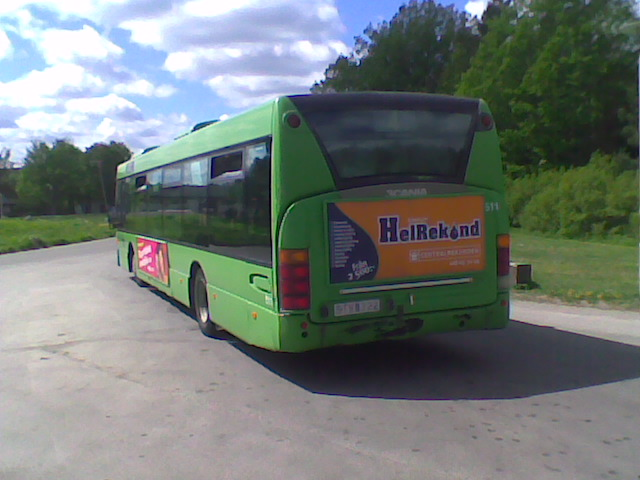
Baksida av en äldre Scania OmniCity, även OmniLink hade detta bakparti före ansiktslyftningen, dock något högre.
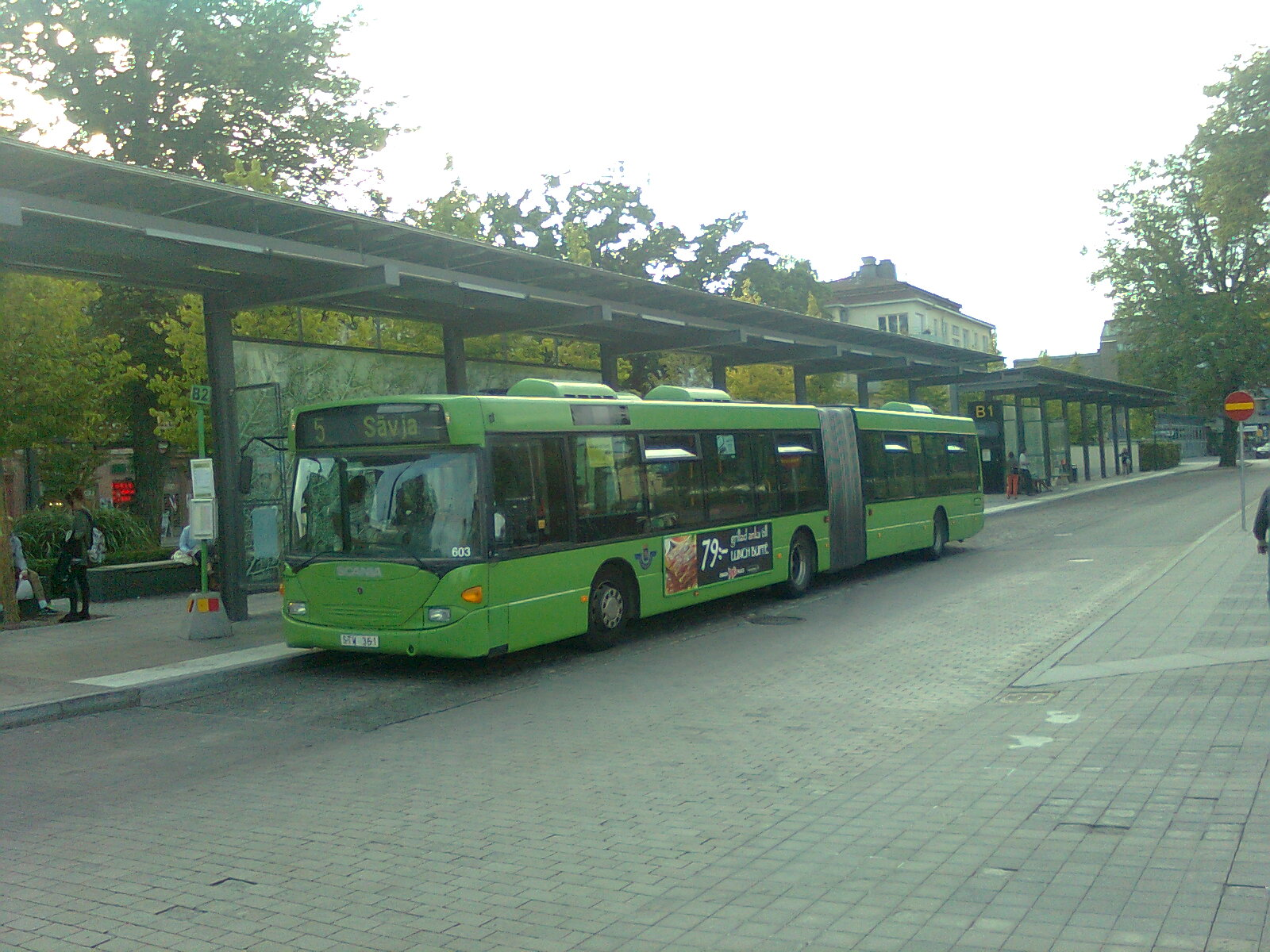
Scania OmniCity-ledbuss av äldre modell på linje 5 i Uppsala.
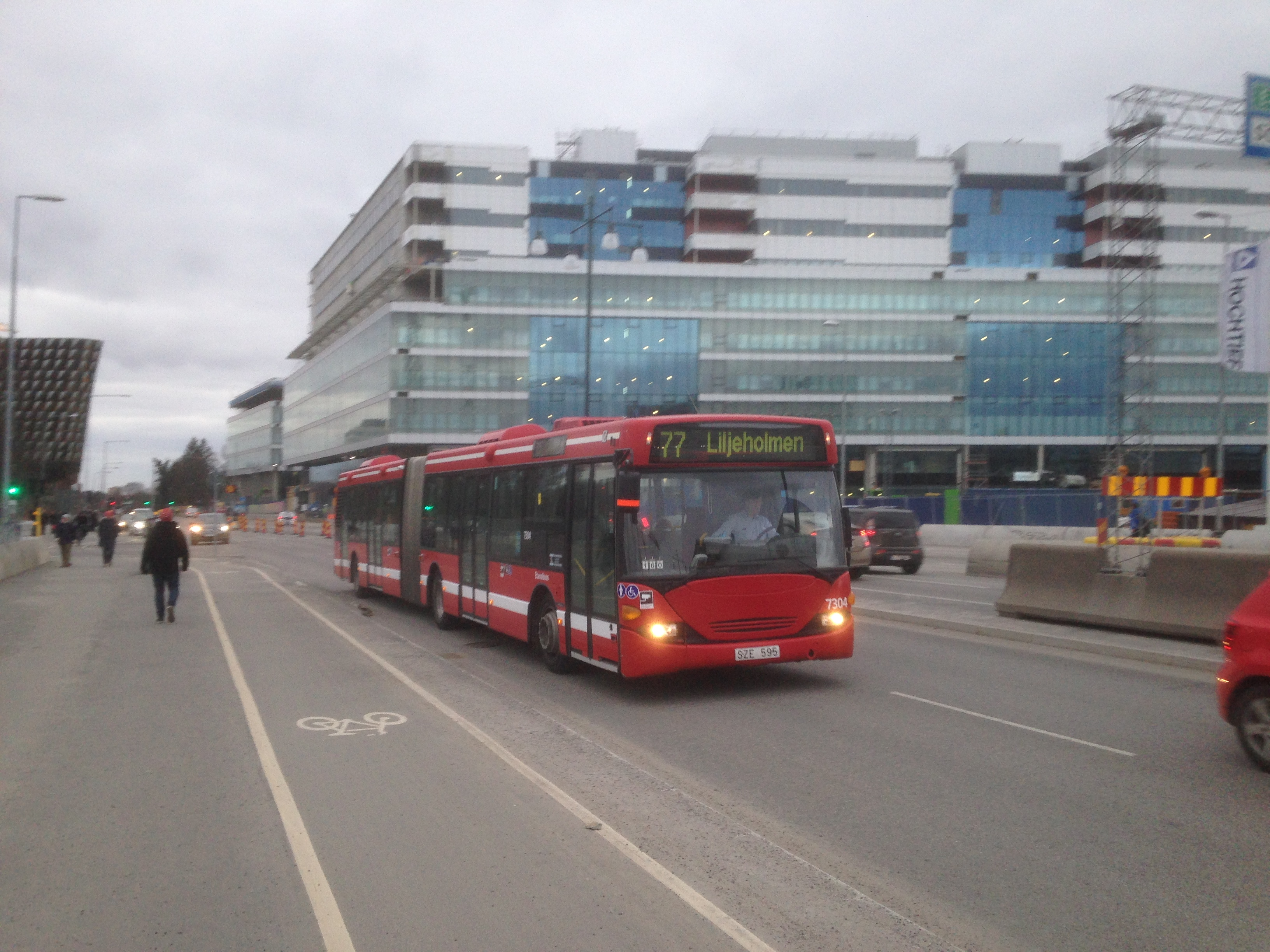
Äldre etanoldriven Scania OmniCity-ledbuss i Solna.
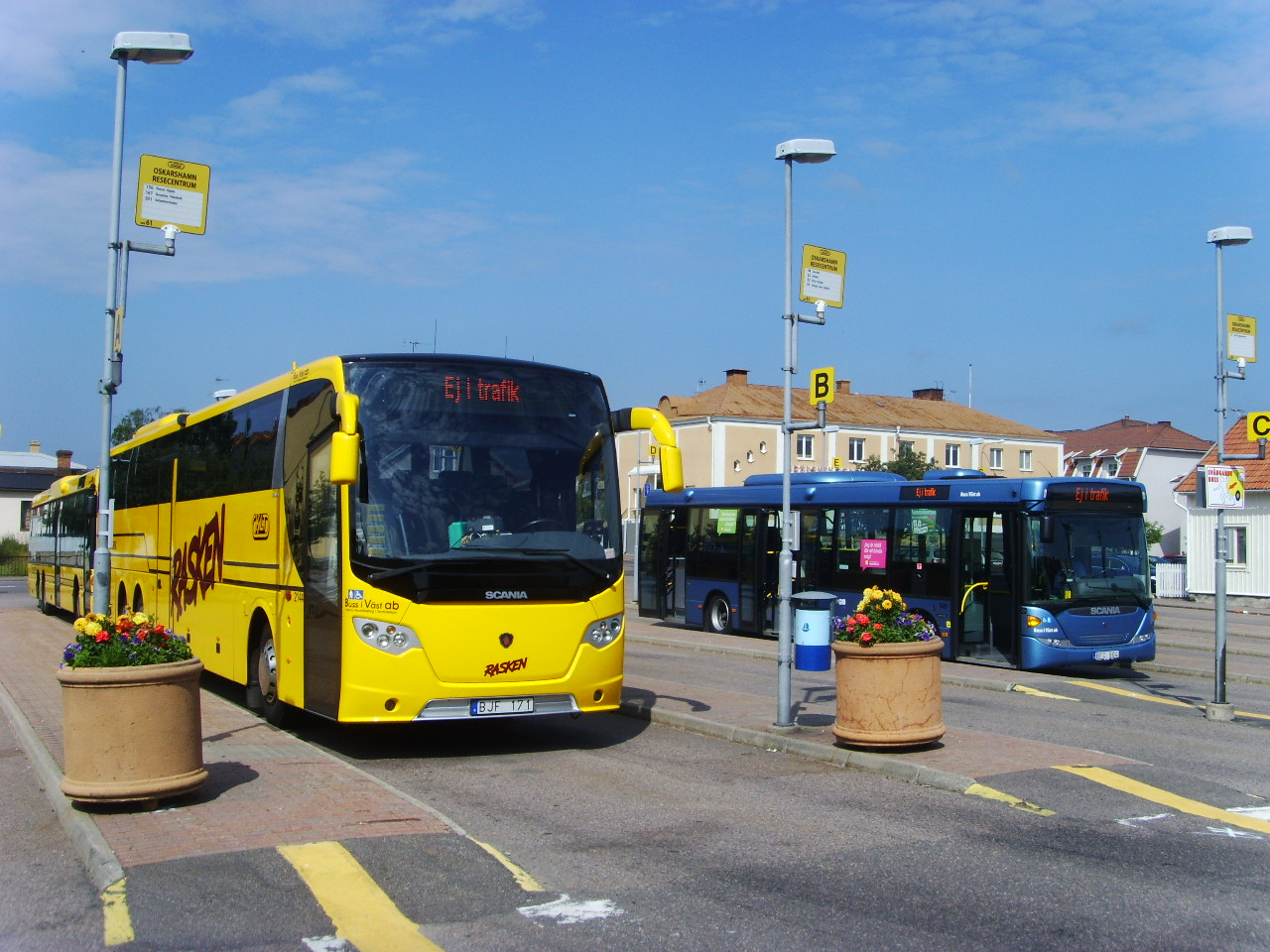
Scania OmniExpress och ansiktslyft OmniLink i Oskarshamn sommaren 2009.
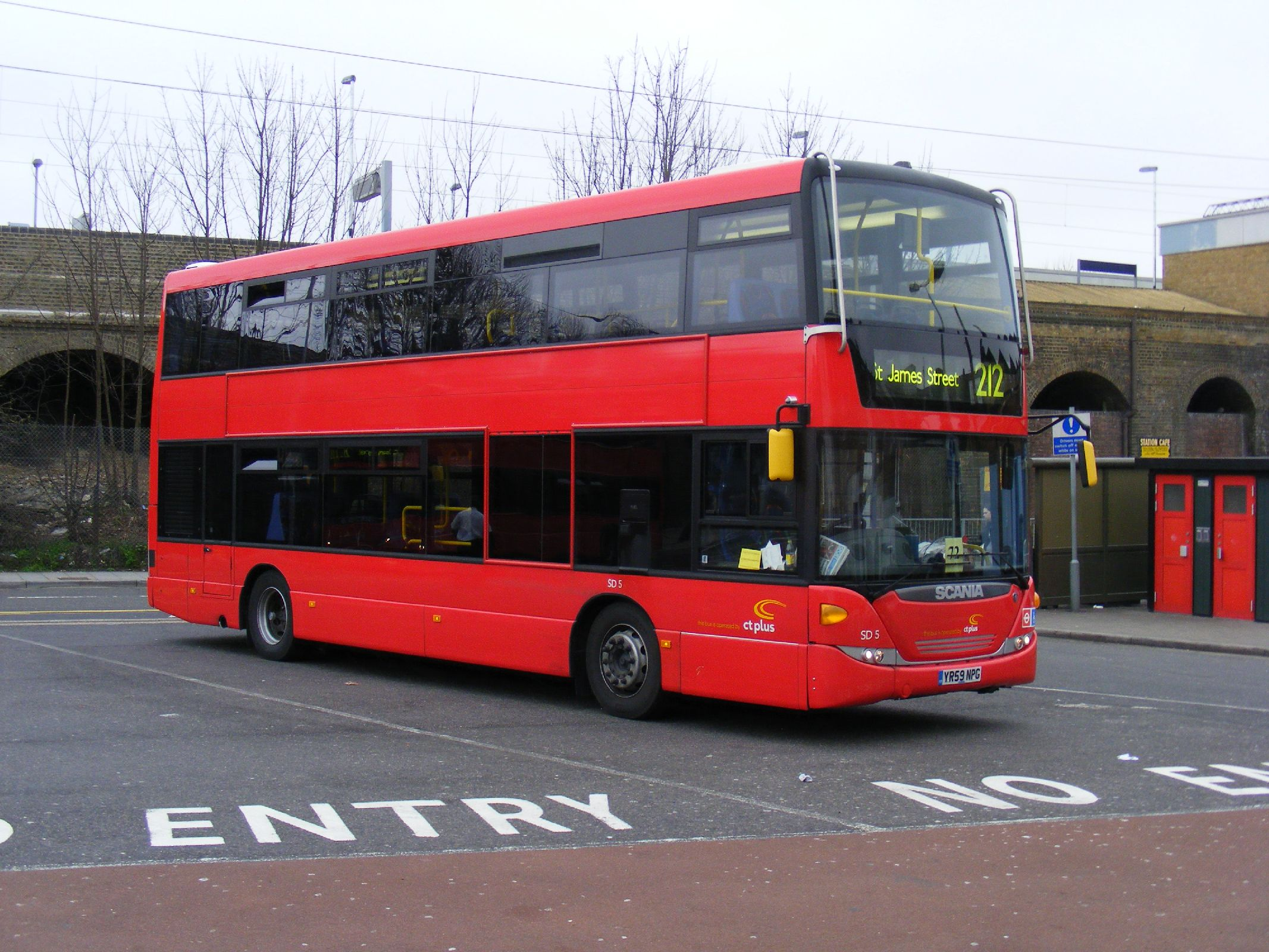
Nyare Scania OmniCity som dubbeldäckare.
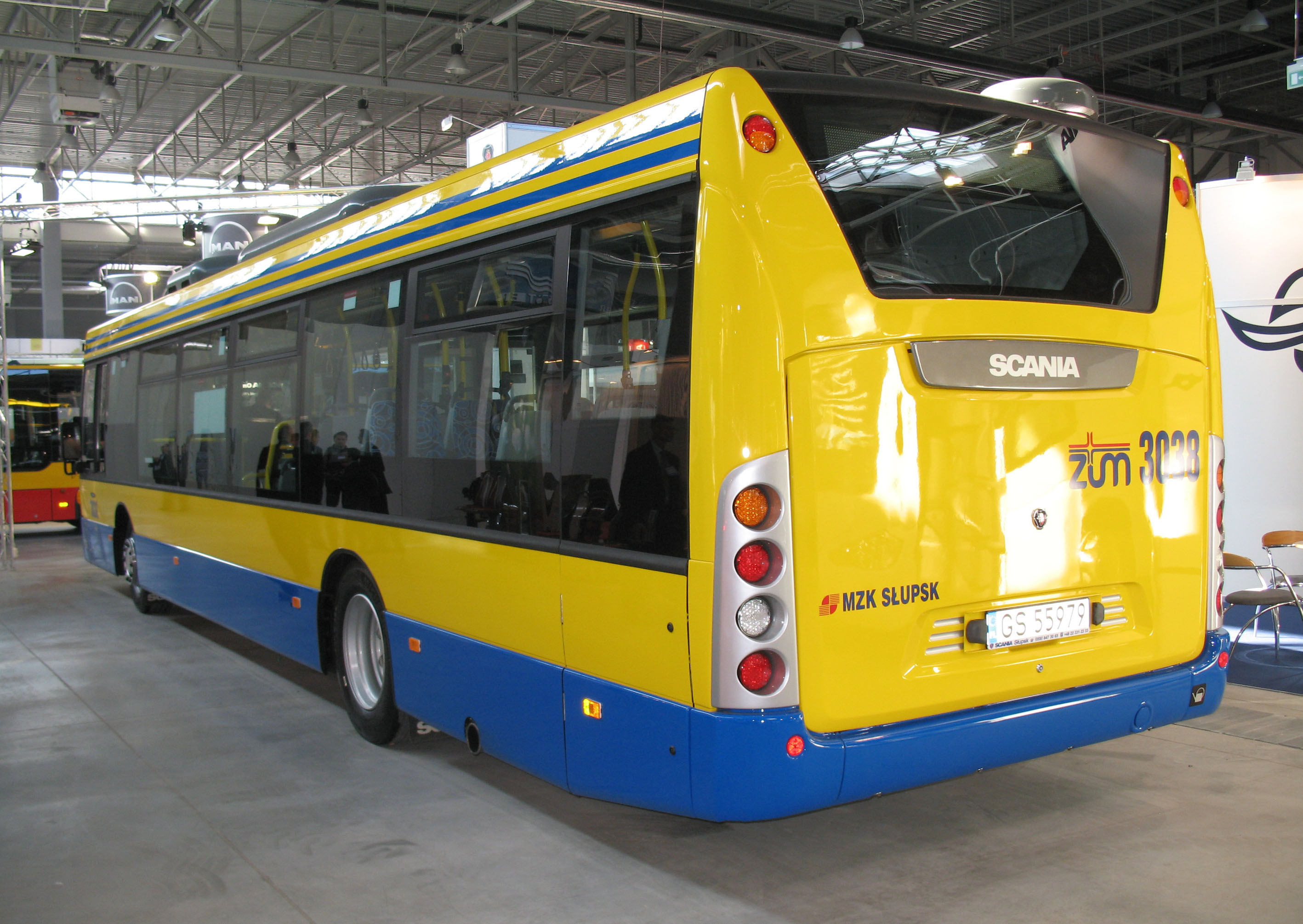
Baksida av en nyare Scania OmniCity.